# Youth Brigade
Youth Brigade je americká punk rocková hudební skupina, která vznikla v roce 1980 v Hollywoodu v Los Angeles v Kalifornii. Založili ji bratři Mark, Shawn a Adam Sternovi. Následně založili BYO (Better Youth Organisation), která jim slouží zároveň jako vydavatelství a zároveň jako vyjádření jejich postoje k mladým lidem zahrnutým v punkové subkultuře, se kterými převážně sympatizují, nicméně nejedná se o žádnou senzacechtivost, která obvykle zaznívá z médií. I když se kapele nikdy nedostál úspěch v hlavním proudu, mnoho úspěšnějších kapel ji určuje jako jednu z kapel, která ovlivnila jejich tvorbu, mezi nimi například The Offspring, Rancid, Pennywise, Guttermouth, The Nation of Ulysses, The Briefs a Face to Face.
Kapela dodnes vydala čtyři oficiální studiová alba (jedno pod názvem The Brigade), poslední z nich bylo vydáno v roce 1996. Téměř všechna alba byla nahrána v původní sestavě tří bratrů Sternových, pouze v roce 1985 nahradil Adama baskytarista Bob Gnarly při nahrávání alba The Dividing Line, které bylo vydáno právě pod jménem The Brigade. Adam Stern se vrátil v roce 1991 po znovuobnovení činnosti kapely a společně vydali další 3 alba, EP Come Again z roku 1992, a dvě studiová alba Happy Hour (1994) a To Sell the Truth (1996), až do doby než v roce 2007 kapelu znovu opustil. V současné době kapela pracuje na materiálu pro nové album po více než dekádě bez jediného vydání.

## Discografie

### Studiová alba
- Sound & Fury (1982; znovu vydáno v roce 1983 s rozdílným seznamem skladeb)
- The Dividing Line (1986) (jako The Brigade)
- Happy Hour (1994)
- To Sell the Truth (1996)
- TBA (2011/2012)

### EP alba
- Sound & Fury (1982)
- What Price Happiness? (1984)
- Come Again (1992)

### Kompilační alba
- Silencio=Muerte: Red Hot + Latin (1996)
- Sink With Kalifornija (1994)
- Out of Print (1998) (znovu vydání verze Sound & Fury z roku 1982 s bonusovými hity)
- BYO Split Series Volume II (1999)
- Dropping Food on Their Heads Is Not Enough: Benefit for RAWA (2002)
- A Best of Youth Brigade (2002)